# Patinoa ichthyotoxica
Patinoa ichthyotoxica är en malvaväxtart som beskrevs av R.E. Schultes och Cuatrecasas. Patinoa ichthyotoxica ingår i släktet Patinoa och familjen malvaväxter. Inga underarter finns listade i Catalogue of Life.